# Borniamoune
De Borniamoune is een poldermolen in het Friese dorp Weidum, dat in de Nederlandse gemeente Leeuwarden ligt.

## Beschrijving
De molen is een zesbladige Amerikaanse windmotor van het type Record-8, die werd vervaardigd door de firma Bakker in IJlst. Het is het enige overgebleven exemplaar van dit type in Nederland. De molen staat aan de zuidrand van Weidum aan de Hegedyk. Hij werd gebouwd voor de bemaling van een stuk land van 1,5 ha, dat ontstond nadat aan het einde van de negentiende eeuw de terp van de Borniastate was afgegraven. Omdat de molen niet meer functioneerde, overwoog de particuliere eigenaar ervan hem te slopen. De gemeente Littenseradeel nam daarop het initiatief tot een restauratieplan, waarbij ook It Pleatselik Nut uit Weidum werd betrokken. De molen is een rijksmonument.